# قره‌لر (ساعتلی)
قره‌لر (به لاتین: Qaralar) یک منطقه مسکونی در جمهوری آذربایجان است که در شهرستان ساعتلی واقع شده‌است. قره‌لر ۸۶۷ نفر جمعیت دارد.